# Civilsk
Civilsk (ruski: Цивильск, čuvaški: Çěрпӳ) 

je grad u Čuvašiji (Rusija). Upravno je središte Civilskog rajona. Nalazi se 37 km od glavnog grada Čuvašije, Čeboksarija, na križanju autocesta od Nižnjeg Novgoroda prema Kazanu i od Civilska prema Uljanovsku.
Broj stanovnika: 12.967 (2002.).

1897.:  2300

1959.:  5900

1989.: 10.000

1999.: 11.200

Osnovan je 1589. godine kao vojna utvrđena ispostava Moskovskog Carstva na mjestu nekadašnjeg čuvaškog naselja.